# Věta o střední hodnotě diferenciálního počtu
Věta o střední hodnotě diferenciálního počtu (také Lagrangeova věta o střední hodnotě, Lagrangeova věta o přírůstku funkce) je matematická věta z oblasti diferenciálního počtu, která říká, že se při „hladké“ změně nějaké veličiny dosahuje v nějakém okamžiku průměrné rychlosti dané změny.

## Rolleova věta
Speciálním jednodušším případem Lagrangeovy věty je Rolleova věta, ze které již věta Lagrangeova snadno plyne:
Nechť funkce {\displaystyle f(x)\,} je spojitá na intervalu {\displaystyle \langle a,b\rangle }, má derivaci v každém bodě intervalu {\displaystyle (a,b)\,} a platí {\displaystyle f(a)=f(b)\,}. Pak existuje bod {\displaystyle c\in (a,b)} takový, že {\displaystyle f^{\prime }(c)=0}.

### Geometrický význam

Geometrické znázornění Rolleovy věty

Rolleova věta říká, že za uvedených předpokladů existuje v intervalu {\displaystyle (a,b)\,} bod, v němž je tečna ke grafu funkce {\displaystyle f(x)\,} rovnoběžná s osou x.

### Fyzikální význam
Fyzikálně lze Rolleovu větu interpretovat takto:
Mění-li se nějaká veličina v čase „hladkým způsobem“ tak, že na začátku i konci tohoto procesu má stejnou velikost, pak v nějakém okamžiku musí být okamžitá rychlost změny nulová.

## Lagrangeova věta o střední hodnotě
Lagrangeovu větu lze vyslovit následovně:
Nechť funkce {\displaystyle f(x)\,} je spojitá na intervalu {\displaystyle \langle a,b\rangle } a má v každém bodě intervalu {\displaystyle (a,b)\,} derivaci. Pak existuje bod {\displaystyle c\in (a,b)} takový, že platí {\displaystyle f^{\prime }(c)={\frac {f(b)-f(a)}{b-a}}}.
Protože je derivace {\displaystyle f'(x)} v bodě směrnice tečny, můžeme tvrdit, že pro {\displaystyle f(x)} platí:
- {\displaystyle f'(c)>0\Rightarrow f(x)} je v tomto bodě rostoucí
- {\displaystyle f'(c)<0\Rightarrow f(x)} je v tomto bodě klesající

### Geometrický význam

Geometrický význam Lagrangeovy věty

Lagrangeova věta tvrdí, že za uvedených předpokladů v intervalu {\displaystyle (a,b)\,} existuje bod {\displaystyle c\,}, v němž je tečna k funkci {\displaystyle f(x)\,} rovnoběžná s přímkou vedenou body {\displaystyle (a,f(a))\,} a {\displaystyle (b,f(b))\,}.

### Fyzikální význam
Lagrangeovu větu lze fyzikálně interpretovat následovně:
Mění-li se nějaká veličina v čase „hladkým způsobem“, pak v nějakém okamžiku musí být okamžitá rychlost změny rovna průměrné rychlosti.

## Zobecnění
Zobecněním Lagrangeovy věty je Cauchyova věta o střední hodnotě:
Nechť funkce {\displaystyle f(x),g(x)\,} jsou spojité na intervalu {\displaystyle \langle a,b\rangle }, mají v každém bodě {\displaystyle x\,} intervalu {\displaystyle (a,b)\,} vlastní derivaci a nechť pro všechna {\displaystyle x\in (a,b)} platí {\displaystyle g^{\prime }(x)\neq 0}. Pak existuje bod {\displaystyle c\in (a,b)} takový, že platí {\displaystyle {\frac {f^{\prime }(c)}{g^{\prime }(c)}}={\frac {f(b)-f(a)}{g(b)-g(a)}}}.

## Důkaz
Dokážeme Cauchyovu větu o střední hodnotě, Lagrangeova věta pak plyne z Cauchyovy věty volbou {\displaystyle g(x)=x\,}. Protože {\displaystyle g^{\prime }(x)\neq 0} pro všechna {\displaystyle x\in (a,b)}, je podle obměněné implikace Rolleovy věty (důkaz) nutně {\displaystyle g(a)\neq g(b)} (ostatní předpoklady Rolleovy věty jsou splněny díky předpokladům Cauchyovy věty). Můžeme tak definovat funkci
{\displaystyle F(x)=-f(x)+{\frac {f(b)-f(a)}{g(b)-g(a)}}(g(x)-g(a))}.
Funkce {\displaystyle F\,} je zřejmě spojitá na intervalu {\displaystyle \langle a,b\rangle }, má derivaci na intervalu {\displaystyle (a,b)\,} a {\displaystyle F(a)=F(b)=-f(a)\,}. {\displaystyle F\,} splňuje předpoklady Rolleovy věty a existuje tedy {\displaystyle c\in (a,b)} takové, že
{\displaystyle 0=F^{\prime }(c)=-f^{\prime }(c)+{\frac {f(b)-f(a)}{g(b)-g(a)}}g^{\prime }(c)}
Dle předpokladu je {\displaystyle g^{\prime }(c)\neq 0} a tedy
{\displaystyle {\frac {f^{\prime }(c)}{g^{\prime }(c)}}={\frac {f(b)-f(a)}{g(b)-g(a)}}}.